# علي شاهين
علي شاهين (بالتركية: Ali Şahin)‏, (ولد: 2 يناير 1970, نسيب في غازي عينتاب, تركيا) سياسي تركي. ونائب سابق في البرلمان التركي في دورته (24) ممثلا عن حزب العدالة والتنمية.